# Mściszewo
Mściszewo (niem. Wilhelmsberg) – wieś w Polsce położona w województwie wielkopolskim, w powiecie poznańskim, w gminie Murowana Goślina.
Wieś duchowna, własność Klasztoru Cysterek w Owińskach pod koniec XVI wieku leżała w powiecie poznańskim województwa poznańskiego. W latach 1975–1998 miejscowość administracyjnie należała do województwa poznańskiego.